# Campylocentrum rimbachii
Campylocentrum rimbachii  é uma espécie de orquídea, família Orchidaceae, que existe no Equador.  Trata-se de planta epífita, monopodial, com caule e folhas rudimentares, cujas inflorescências brotam diretamente de um nódulo na base de suas raízes aéreas. As flores são minúsculas, brancas, de sépalas e pétalas livres, e nectário na parte de trás do labelo. Pertence ao grupo de espécies de Campylocentrum que não têm folhas nem caules aparentes.

## Publicação e histórico
- Campylocentrum rimbachii Schltr., Repert. Spec. Nov. Regni Veg. Beih. 8: 172 (1921).

Apesar de Bogarin e Pupulin afirmam que existem apenas duas espécies de Campylocentrum afilos com raízes achatadas, em sua descrição, Schlechter afirma que esta também tem e que também nesta podem-se distinguir claramente as brácteas florais. Informa que as flores são brancas, tem pétalas pouco menores que as sépalas, labelo trilobulado, com lobos laterais oblíquos, pequenos e obtusos, e intermediário ligulado e agudo; nectário ascendente cilíndrico-claviforme medindo três milímetros de comprimento; e ovário papiloso. Floresce em abril-maio. Poderíamos situá-la nas proximidades do Campylocentrum fasciola.